# Gosseler

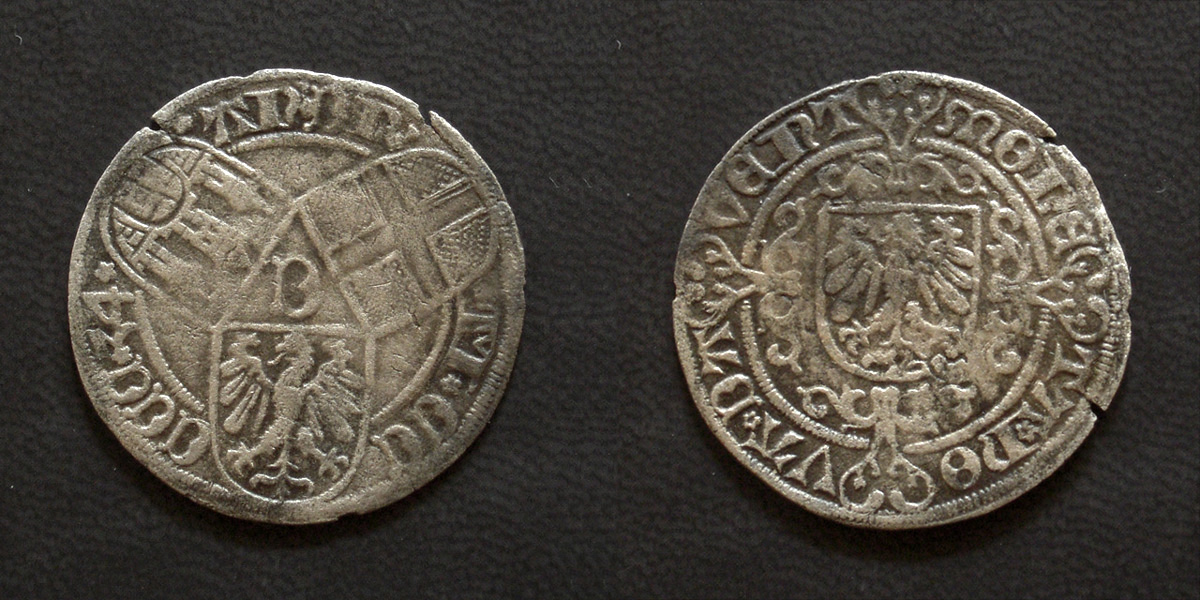
Dubbele Gosseler van de Drie Steden Deventer, Kampen en Zwolle, zilver, geslagen te Deventer in 1534

Een gosseler is een oude zilveren munt die in de Overijsselse steden Deventer, Zwolle en Kampen werd geslagen.
De naam gosseler is afgeleid van de Duitse stad Goslar waar de toen zeer populaire Mariengroschen werden geslagen. De waarde van een gosseler lag net boven die van een halve stuiver. Ze werden in 1543 en 1555 gemunt als enkele en dubbele gosselers. In 1561 werden er ook 5- en 10-gosselermunten geslagen.
De enkele en dubbele gosselers vertonen aan de voorzijde de drie stadswapens en de beginletter van de stad waar de munt geslagen was en op de achterzijde een schild met adelaar op een bloemenkruis. De 5- en 10-gosselermunten vertonen op de achterzijde drie schilden op een bloemenkruis.